# Enizemum stenocellum
Enizemum stenocellum là một loài tò vò trong họ Ichneumonidae.